# RVNS Trần Quang Khải (HQ-2)
Tuần dương hạm RVNS Trần Quang Khải (HQ-2) thuộc biên chế của Hải quân Việt Nam Cộng Hòa. Tàu được Hải quân Hoa Kỳ chuyển giao năm 1971.
Khi Sự kiện 30 tháng 4 năm 1975 xảy ra, Hải quân Việt Nam Cộng Hòa tổ chức Hạm đội đào thoát sang Philippines. HQ-2 là một trong những chiếc tàu đầu tiên xuất phát rời Việt Nam. Sau khi tập trung tại Côn Đảo, HQ-2 được giao nhiệm vụ vớt một sà lan, nhưng đã không thực hiện. Sau đó trợ giúp chuyển người từ HQ-402 chuyển sang HQ-2 để sau đó đánh chìm HQ-402. Cuối cùng là kéo HQ-329 và sau đó tự động tách riêng không còn nhận lệnh từ Hạm đội để đi thẳng đến Vịnh Subic. Tới Philippines tàu được chuyển giao cho Hải quân Philippines.